# Alts del Sena
Els Alts del Sena (92) (Hauts-de-Seine en francès) és un departament situat a l'àrea metropolitana de París.

## Història
El departament dels Alts del Sena fou creat l'1 de gener de 1968 en aplicació de la Llei del 10 de juliol de 1964, i de conformitat amb el Decret d'aplicació del 25 de febrer de 1965, a partir de la zona oest de l'antic departament del Sena (27 municipis) i una petita porció del departament de Sena i Oise (9 municipis).

## Geografia
Els Alts del Sena forma part de la regió d'Illa de França. Limita al nord-est amb el departament de Sena Saint-Denis, al nord amb Val-d'Oise, a l'oest amb Yvelines, al sud amb Essonne, al sud-est amb Val-de-Marne i a l'est amb París, tots ells departaments d'Illa de França.
Els departaments dels Alts del Sena, Sena Saint-Denis i Val-de-Marne formen l'anomenada petite couronne de París, que és com es coneix l'àrea metropolitana més propera a la capital de França.

## Economia
Alts del Sena té el segon Producte Interior Brut (PIB) per habitant més alt de França, només superat pel PIB de París. Aquest PIB per habitant gairebé triplica la mitjana nacional.
Al nord del departament s'hi troba el barri de negocis de La Défense, dins els termes municipals de Puteaux, Courbevoie i Nanterre. A La Défense tenen llur seu social nombroses empreses, tant franceses com estrangeres.
Al sud-est del departament hi ha les seus de dues cadenes de televisió francesa: TF1 a Boulogne i France 5 a Issy.

## Política
De 2004 a 2007, la presidència del Consell General dels Alts del Sena l'ocupà Nicolas Sarkozy, que posteriorment fou President de la República Francesa. L'actual president és Patrick Devedjian del partit Els Republicans.
L'atribució principal del Consell General és la de votar el pressupost del departament.